# Hans Olde
Johannes Wilhelm Olde dit Hans Olde, né le 27 avril 1855 à Süderau (Holstein) et mort le 25 octobre 1917 à Cassel, est un peintre prussien.

## Biographie
Après une formation en agriculture, il décide contre la volonté de son père de s'inscrire à l'académie des beaux-arts de Munich pour étudier auprès de Ludwig von Löfftz. Avec Adolf Brütt, qui devient son ami, ils font partie des fondateurs de la Sécession de Munich.
En 1902, Olde participe avec Brütt et Henry Van de Velde à l'École des beaux-arts de Weimar. Ils sont proches d'Alfred Lichtwark à Hambourg. En 1911, Olde devient directeur de l'école des beaux-arts de Cassel.
Son fils Hans Olde jr. (de) devient également peintre.

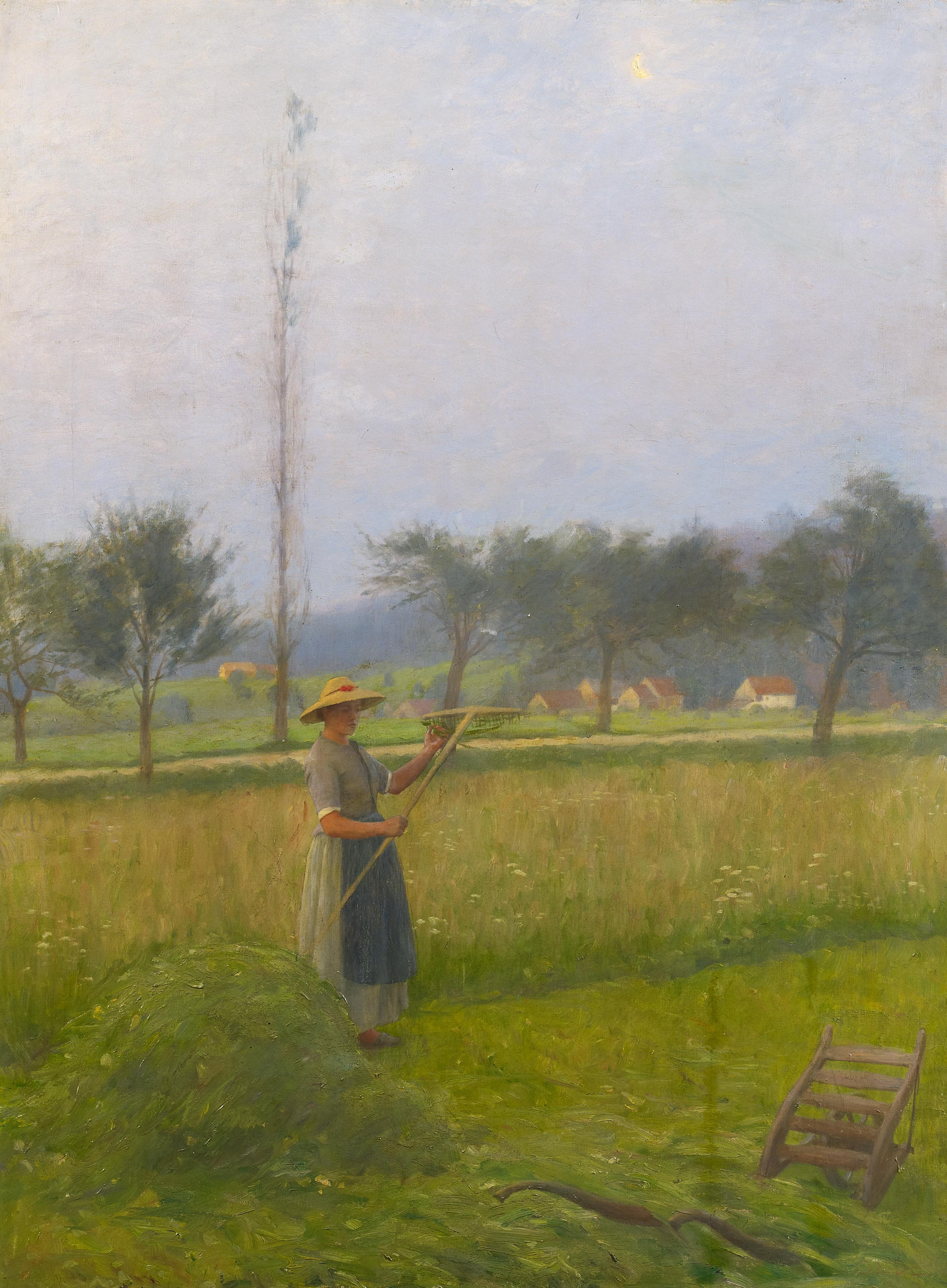
Fenaison, 1883.
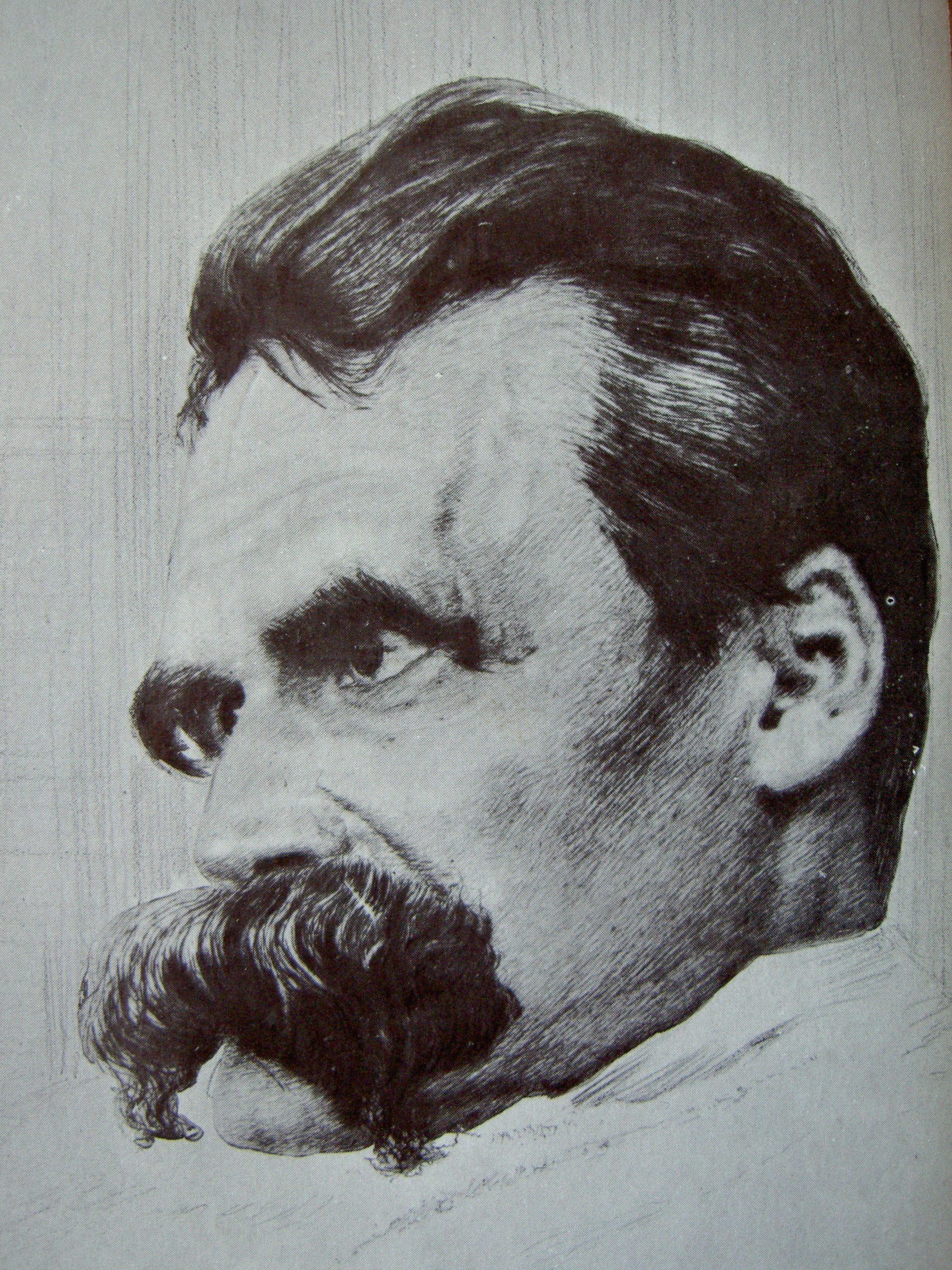
Gravure portrait de Friedrich Nietzsche d'après les photographies du peintre.
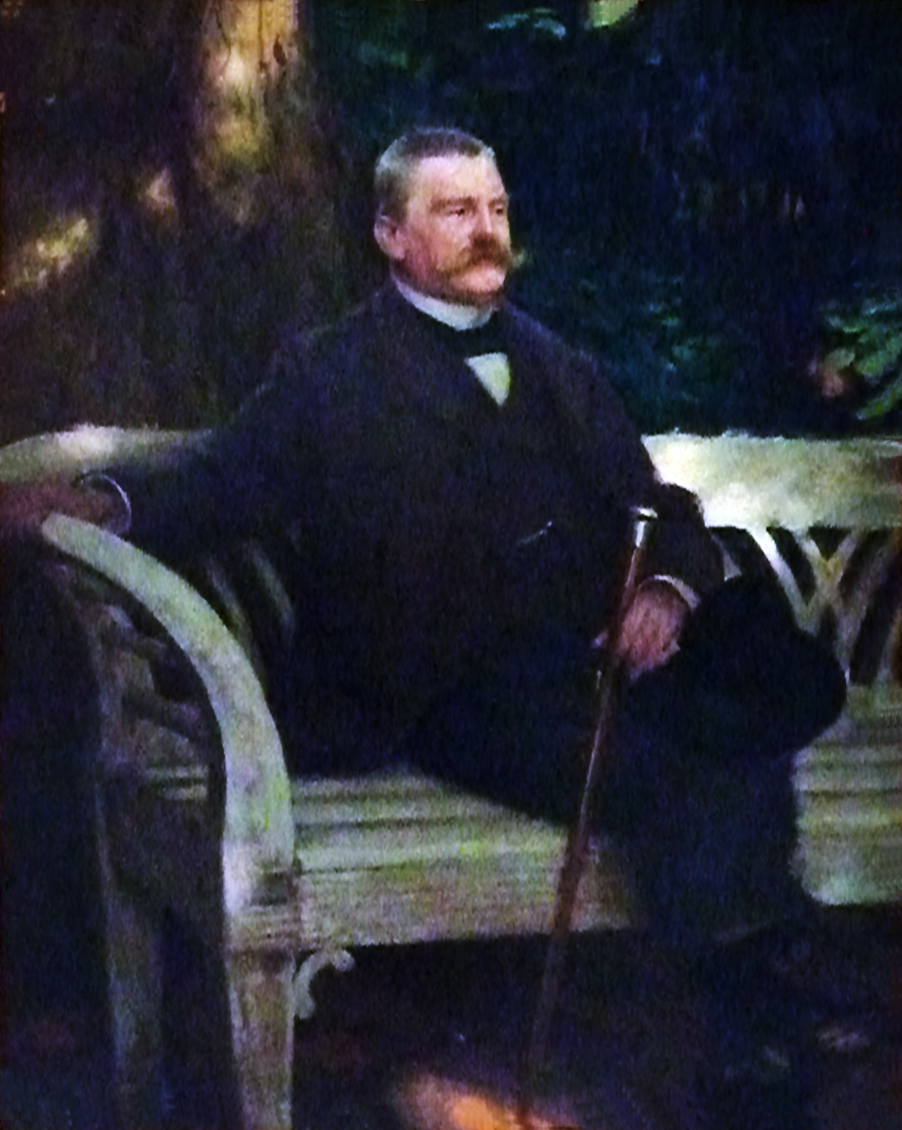
Portrait de Detlev von Liliencron, 1904.